# Toni Englert
Toni Englert (* 12. Juli 1988 in Erlabrunn) ist ein ehemaliger deutscher Nordischer Kombinierer. Er war 2005 Deutscher Jugendmeister der AK 17/18, 2006 Junioren-Mannschaftsweltmeister und 2009 Zweiter beim Continental-Cup Nordische Kombination in Whistler (British Columbia) in Kanada.

## Leben
Toni Englert wuchs in Johanngeorgenstadt im sächsischen Erzgebirge auf, wo er Mitglied des WSV 08 Johanngeorgenstadt wurde und 2000 erstmals den Titel Deutscher Schülermeister erwarb. 2002 nahm er zum ersten Mal an einem internationalen FIS-Rennen in Klingenthal teil, bei dem er dem 49. Platz belegte. 2006 war er Teilnehmer an den Jugend-Weltmeisterschaften in Kranj, wo er als Mitglied der deutschen Nationalmannschaft in der Staffel die Goldmedaille errang. Durch seinen Erfolg in der Mannschaft und seinen 8. Platz im Einzel erhielt Toni Englert auch eine Startberechtigung zum A-Weltcup. 2007 belegte er bei den Deutschen Meisterschaften den 3. Platz. Bei der WM im Jahre 2008 in Zakopane wurde er 25. im Sprint. Am 14. Februar 2009 nahm er erstmals am Weltcup in Klingenthal teil. Im Continentalcup belegte er 2009 in Whistler den 2. Platz.
Nachdem Toni Englert 2011 am FIS-Continentalcup Nordische Kombination teilgenommen hatte, beendete er seine aktive Laufbahn.